# Burg Quart
Die Burg Quart (französisch Château de Quart, italienisch Castello di Quart) ist eine Höhenburg etwas oberhalb der gleichnamigen Gemeinde Quart im weitgehend französischsprachigen autonomen Gebiet Aostatal in Italien. Sie wurde im 11. Jahrhundert gegründet und später durch das Haus Savoyen erweitert. Ab Beginn des 16. Jahrhunderts ging die Anlage durch viele verschiedene Hände, ehe sie die Region Aostatal im Jahr 1951 erwarb. Seit 2010 wird die Burg restauriert.

## Geschichte
Wie Grabfunde nahe dem Burgareal belegen, war die Gegend bereits in der Jungsteinzeit besiedelt, allerdings geht die heutige Burganlage auf eine Gründung der Herren de Porta Sancti Ursi (später unter dem Namen de Quart bekannt) aus dem 11. Jahrhundert zurück. Alte Erzählquellen datieren die Entstehung der Burg sogar erst in das 12. Jahrhundert, und zwar in die Zeit um 1185. Bauherr soll Jacques I. von Quart gewesen sein. Die exponierte Lage oberhalb des Flüsses Dora Baltea ermöglichte die Kontrolle des wichtigen Handelsweges der entlang des Tales führt. Die Anlage war nachfolgend der Mittelpunkt einer großen und reichen Herrschaft. Letzter männlicher Vertreter der Familie de Quart war Henri de Quart. Als er 1378 starb, hinterließ er keinen männlichen Erben, und so kam der Besitz an das Haus Savoyen, das dort einen Kastellan einsetzte.
Im Jahr 1500 gab Herzog Karl II. die Burg an Philibert Laschis, der sie im Jahr darauf an Charles-François Balbis verkaufte. Dessen Familie veräußerte die Anlage 1612 an den Grafen Nicola Coardo, ehe sie zwei Jahre später an Nicola Perrone di San Martino kam. Seine Nachfahren schenkten sie 1800 der Gemeinde Quart. Seit jenem Jahr wurden die Burggebäude zu landwirtschaftlichen Zwecken genutzt, was zu Schäden an der Bausubstanz führte. Im Jahr 1874 wurde Burg Quart an privat verkauft und gelangte erst 1951 wiederum in öffentliche Hände, als die Region Aostatal die Anlage erwarb.
Seit September 2010 lässt die Region umfassende Restaurierungsarbeiten an der Anlage vornehmen. Die Burg ist deshalb – von wenigen Ausnahmen abgesehen – nicht öffentlich zugänglich. Nach Ende der Arbeiten soll dort ein völkerkundliches Museums eingerichtet werden.

## Beschreibung

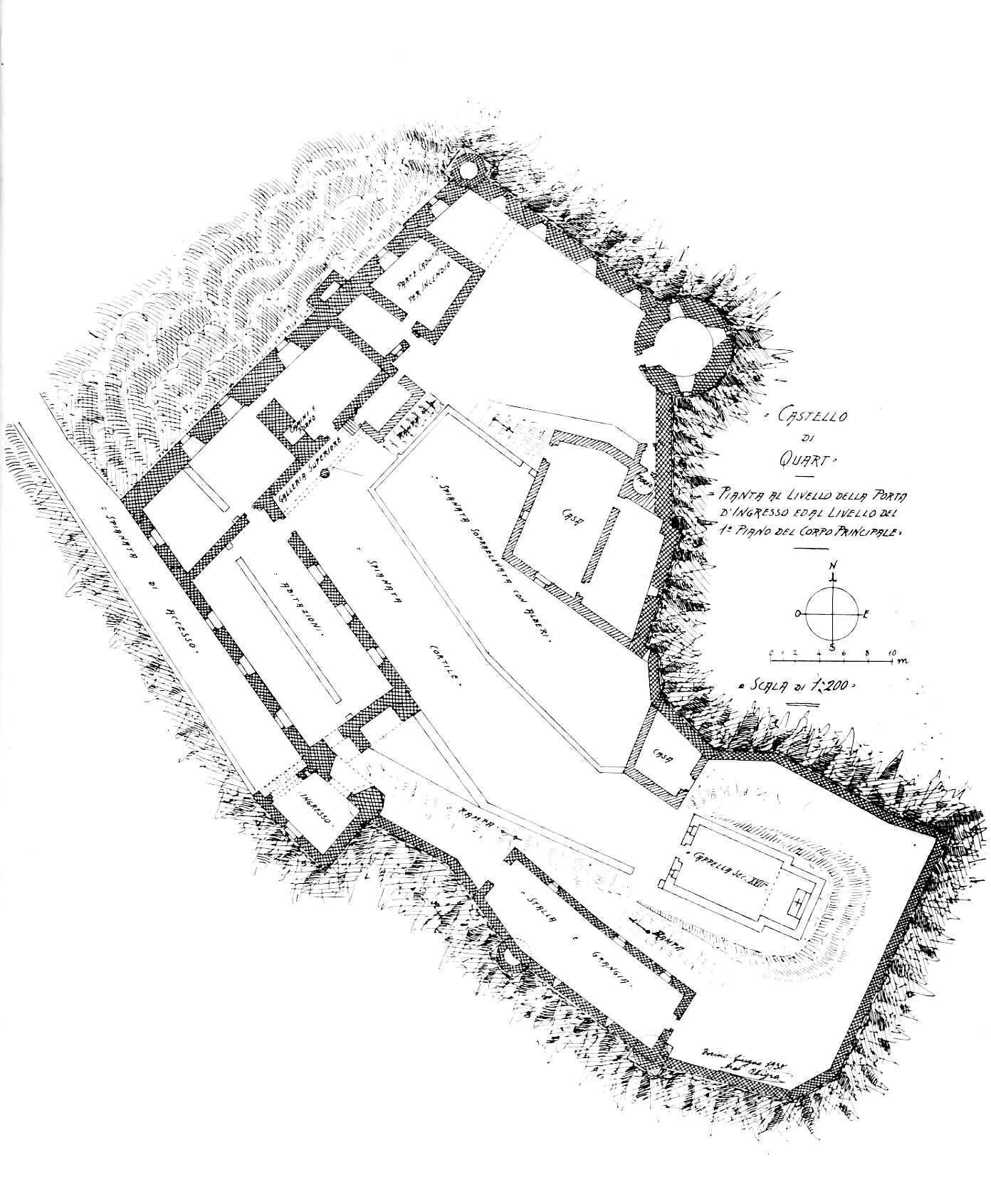
Bauphasen und Grundriss der Burg

Burg Quart steht über dem gleichnamigen Ort auf einem Felsen, dessen Form den Grundriss der Anlage vorgibt. Sie kann von der Ortschaft über eine allmählich ansteigende Straße aus Richtung Westen erreicht werden. Sie endet an einer westlich der Burg vorgelagerten Esplanade, auf der sich früher ein Wasserbecken befand, das  durch eine Abzweigung eines nahegelegenen Baches gespeist wurde. Die Straße ist jedoch nicht der ursprüngliche Weg zur Anlage. Dieser ist aufgrund einer eingestürzten Brücke heute nicht mehr nutzbar.
Die Burganlage besteht aus Gebäuden verschiedener Epochen, die von einer gemeinsamen Ringmauer umgeben sind. Die älteste Bausubstanz stammt aus der Gründungszeit der Burg und findet sich in einem viereckigen Wohnturm der nach 1261 einen Vorgänger aus dem 11. Jahrhundert ersetzte. Er steht auf der höchsten Position des Burgareals und wurde im 13. Jahrhundert auch zu repräsentativen Zwecken genutzt. Davon zeugen Reste von Freskenmalereien, die zur Zeit von Henri de Quart von piemontesischen Künstlern angefertigt wurden. Gegen 1500 wurden sie mit weißer Farbe überdeckt, nachdem die Burganlage an Bedeutung verloren hatte.
Die Mehrzahl der Bauten stammt aus dem 14. bis 16. Jahrhundert, als die Burg dem Haus Savoyen gehörte, dessen Wappen noch in der Burg sichtbar ist. Aus dieser Zeit stammt auch der an der Südwestflanke der Anlage stehende Torturm mit dem Hauptzugang der Burg. Maschikulis und Schießscharten zeugen von seiner Wehrhaftigkeit.
Neben den Malereiresten im Wohnturm ist auch ein Freskenzyklus im großen Saal des Südflügels erhalten. Er entstand bis spätestens 1557.
Die südöstlich gelegene, dem heiligen Nikolaus geweihte Burgkapelle wurde im frühen 17. Jahrhundert errichtet. Sie ersetzte 1606 einen mittelalterlichen Vorgängerbau, den die Familie Balbis hatte niederlegen lassen. Das Baujahr ist im Dreiecksgiebel über dem Eingang verewigt. Der kleine Kirchenbau besitzt einen reich mit Stuck verzierten Innenraum, denn Giovanni Gabuti anbrachte.
Wegen der häufigen Eigentümerwechsel ist in der Burg kein originales Mobiliar vorhanden.